# King (Tekken)
King is een fictief wezen, en is de naam van twee figuren uit de Tekken-serie.

## Achtergrond
King is een geheimzinnige man die altijd vecht met het masker van een cheeta op. Hij is te zien in verschillende outfits, maar de meest bekende is toch wel die uit Tekken 1 en Tekken 2 waar King is te zien in een blauw/gele worstelbroek, shirtloos, en met een cheetamasker.
In het tweede deel van Tekken (in het introductiefilmpje) stort King in elkaar waarna er Armor King verschijnt die hem het masker geeft.
King is een van de sterkere personen uit Tekken vanwege zijn harde stoten en verschillende 
worsteltrucs.
King is een beroemde Mexiaanse worstelaar-luchardor uit Mexico. Er zijn eigenlijk twee kings in de series. Beide dragen een cheetamasker tijdens de wedstrijden. De eerste king is een gewetenloze straatvechtende wees, zonder interesse in de wereld behalve vechten. In een van zijn gevechten is King zwaargewond geraakt en is in elkaar gezakt voor een klooster. De marquezmonniken hebben hem gered van de dood. Na zijn herstelling was King bewust van zijn foute daden en startte een nieuw leven. Hij werd een katholieke priester en vernieuwde zijn oude vechtstijl. Hij werd een man met een missie: hij droomde van een weeshuis voor straatkinderen, hopend ze te redden van de weg die hijzelf af ging. King was had alleen geen geld voor het weeshuis en ontdekte The king of iron fist wedstrijden, en hoopte om het prijzengeld te winnen. Hij werd derde en kreeg genoeg geld om een weeshuis te beginnen. Hij ontmoette ook daar zijn rivaal Armor King.